# Jacek Kasprzyk (działacz sportowy)
Jacek Kasprzyk (ur. 8 sierpnia 1962 w Ostrowcu Świętokrzyskim) – polski działacz sportowy, siatkarz, od 7 czerwca 2016 roku prezes Polskiego Związku Piłki Siatkowej.

## Życiorys
Od szóstego roku życia trenował pływanie i piłkę wodną w rodzinnym Ostrowcu Świętokrzyskim. Będąc w szkole średniej, Technikum Hutniczo-Mechanicznym, rozpoczął treningi siatkarskie w KSZO Ostrowiec Świętokrzyski.
Absolwent Politechniki Warszawskiej, gdzie zdobył zawód inżyniera elektryka. W czasie studiów reprezentował barwy uczelnianego AZS-u, a grę w klubie łączył z działalnością społeczną w strukturach Akademickiego Związku Sportowego. W roku 1983 został najmłodszym prezesem klubu uczelnianego w Polsce. Od wielu lat zasiada w najwyższych władzach AZS, a od trzech kadencji pełni odpowiedzialną funkcję Skarbnika największego stowarzyszenia sportowego w Polsce.
Od 2004 roku jest członkiem Zarządu Polskiego Związku Piłki Siatkowej. W kadencji 2004–2008 przewodniczył Sądowi Odwoławczemu. Ponadto w 2005 roku został dyrektorem Ligi Siatkówki Kobiet, która od roku 2009 przybrała nazwę ORLEN Liga. W kolejnej kadencji (2008–2012) był Przewodniczącym Wydziału dyscypliny. Ponownie wybrany przez Delegatów do Zarządu PZPS w roku 2012 wszedł do Prezydium Zarządu Polskiego Związku Piłki Siatkowej. Przez trzy lata przewodniczył także Wydziałowi Siatkówki Plażowej. W tym czasie polskie pary zdobyły 36 medali imprez międzynarodowych. W 2014 roku objął funkcję Wiceprezesa PLPS, a rok później został Prezesem spółki zarządzającej rozgrywkami najwyższego szczebla.
W 2015 został mianowany wiceprezesem PZPS ds. sportu i szkolenia i Przewodniczącym Wydziału Szkolenia. 7 czerwca 2016 wybrany nowym prezesem Polskiego Związku Piłki Siatkowej.